# Persone di nome Giōrgos
| Questa pagina contiene informazioni ricavate automaticamente dalle voci biografiche con l'ausilio del template Bio e di un bot. L'aggiornamento è periodico e automatico e ricostruisce completamente la pagina. Se manca una persona in questa lista, sei pregato di non aggiungerla, ma accertati piuttosto che la sua voce biografica contenga il template Bio e che i dati anagrafici siano correttamente compilati. Se il template Bio manca, inseriscilo tu stesso o, in alternativa, metti l'avviso {{tmp\|Bio}} che ne segnala la mancanza. Se i dati riportati sono sbagliati, correggi direttamente la voce biografica; le modifiche saranno visibili in questa lista entro pochi giorni. Per chiarimenti vedi il progetto antroponimi. La lista contiene solo le 114 persone che sono citate nell'enciclopedia e per le quali è stato implementato correttamente il template Bio. Pagina aggiornata al 16 ott 2024. |

Questa è una lista di persone presenti nell'enciclopedia che hanno il prenome Giōrgos, suddivise per attività principale.

## Allenatori di calcio(6)
- Giōrgos Alexopoulos, allenatore di calcio e ex calciatore greco (Atene, n. 1977)
- Giōrgos Dōnīs, allenatore di calcio e ex calciatore greco (Francoforte sul Meno, n. 1969)
- Giōrgos Foiros, allenatore di calcio e ex calciatore greco (Salonicco, n. 1953)
- Giōrgos Geōrgiadīs, allenatore di calcio e ex calciatore greco (Kavala, n. 1972)
- Giōrgos Karagkounīs, allenatore di calcio e ex calciatore greco (Pyrgos, n. 1977)
- Giōrgos Kōstikos, allenatore di calcio e ex calciatore greco (n. 1958)

## Allenatori di pallacanestro(3)
- Giōrgos Karatzopoulos, allenatore di pallacanestro greco (n. 1912 - † 1981)
- Giōrgos Mpartzōkas, allenatore di pallacanestro e ex cestista greco (Atene, n. 1965)
- Giōrgos Vovoras, allenatore di pallacanestro greco (Atene, n. 1977)

## Allenatori di pallavolo(1)
- Giōrgos Stefanou, allenatore di pallavolo e ex pallavolista greco (Atene, n. 1981)

## Cantanti(1)
- Giōrgos Alkaios, cantante greco (Atene, n. 1971)

## Cestisti(26)
- Giōrgos Amerikanos, cestista e allenatore di pallacanestro greco (Nikaia, n. 1942 - † 2013)
- Giōrgos Apostolidīs, cestista greco (Salonicco, n. 1984)
- Giōrgos Dedas, ex cestista e allenatore di pallacanestro greco (Komotini, n. 1980)
- Giōrgos Diamantakos, cestista greco (Sparta, n. 1995)
- Giōrgos Diamantopoulos, ex cestista greco (Cholargos, n. 1980)
- Giōrgos Gasparīs, ex cestista greco (Atene, n. 1965)
- Giōrgos Geōrgakīs, cestista greco (Amarousio, n. 1991)
- Giōrgos Kalaitzakīs, cestista greco (Candia, n. 1999)
- Giōrgos Kalaitzīs, ex cestista greco (Volo, n. 1976)
- Giōrgos Kamperidīs, cestista greco (Magoula, n. 1999)
- Giōrgos Karagkoutīs, ex cestista greco (Atene, n. 1976)
- Giōrgos Kastrinakīs, ex cestista statunitense (Framingham, n. 1950)
- Giōrgos Kolokythas, cestista greco (Corinto, n. 1945 - Atene, † 2013)
- Giōrgos Mpalogiannīs, ex cestista greco (Atene, n. 1971)
- Giōrgos Mpogrīs, cestista greco (Atene, n. 1989)
- Giōrgos Mposganas, ex cestista greco (Sydney, n. 1968)
- Giōrgos Palalas, ex cestista e allenatore di pallacanestro cipriota (Limassol, n. 1981)
- Giōrgos Pantazopoulos, ex cestista greco (Atene, n. 1972)
- Giōrgos Papadakos, ex cestista canadese (Toronto, n. 1965)
- Giōrgos Papagiannīs, cestista greco (Amarousio, n. 1997)
- Giōrgos Printezīs, ex cestista greco (Siro, n. 1985)
- Giōrgos Sigalas, ex cestista e allenatore di pallacanestro greco (Peristeri, n. 1970)
- Giōrgos Trontzos, ex cestista e allenatore di pallacanestro greco (Veria, n. 1942)
- Giōrgos Tsalmpourīs, cestista greco (Veria, n. 1996)
- Giōrgos Tsiakos, cestista greco (n. 1982)
- Giōrgos Tsiaras, cestista greco (Larissa, n. 1982)

## Dirigenti sportivi(1)
- Giōrgos Samaras, dirigente sportivo e ex calciatore greco (Candia, n. 1985)

## Giornalisti(2)
- Giōrgos Karaivaz, giornalista greco (Kallifitos, n. 1968 - Alimo, † 2021)
- Giōrgos Leonardos, giornalista e scrittore greco (Alessandria d'Egitto, n. 1937)

## Imprenditori(1)
- Giōrgos Mpompolas, imprenditore e editore greco (Il Pireo, n. 1928 - Atene, † 2023)

## Montatori(1)
- Giōrgos Lamprinos, montatore greco

## Pallanuotisti(2)
- Giōrgos Afroudakīs, pallanuotista greco (Atene, n. 1976)
- Giōrgos Maurōtas, ex pallanuotista greco (Atene, n. 1967)

## Pallavolisti(2)
- Giōrgos Petreas, pallavolista greco (Calamata, n. 1986)
- Giōrgos Tzioumakas, pallavolista greco (n. 1995)

## Politici(3)
- Giōrgos Gerapetritīs, politico greco (Scarpanto, n. 1967)
- Giōrgos Papandreou, politico greco (Saint Paul, n. 1952)
- Giōrgos Stathakīs, politico greco (La Canea, n. 1953)

## Scrittori(1)
- Giōrgos Kyrtsos, scrittore e giornalista greco (Atene, n. 1952)

## Sollevatori(1)
- Giōrgos Tzelilīs, sollevatore greco (Valona, n. 1973)